# Bu-Ba-Bu
Bu-Ba-Bu es un grupo de performance literaria fundado el 17 de abril de 1985 en Lviv por tres escritores ucranianos Yurii Andrujovich, Viktor Neborak y Oleksandr Irvanets. Las tres sílabas del grupo significan "burlesque, balagan y buffonada". La idea detrás de la formación del grupo era con el fin de presentar una interpretación carnavalesca de los acontecimientos en Ucrania.
La primera velada pública de Bu-Ba-Bu tuvo lugar a finales de 1987 en Kyiv. El periodo de mayor actividad de Bu-Ba-Bu (23 veladas poéticas de concierto) fue de 1987 a 1991.
La apoteosis de Bu-Ba-Bu fue el festival Vyvykh-92 de 1992 (festival juvenil de cultura alternativa y géneros artísticos no tradicionales de Lviv). Lo más brillante del festival fueron cuatro representaciones del 1 al 4 de octubre de 1992, ópera poética Chrysler Imperial  de Bu-Ba-Bu (dirigida por S. Proskurnia).
En 1995, el primer libro conjunto de bubabistas Bu-Ba-Bu. T.v.o.[...]ry se imprimió en la editorial "Kamenyar".
En 1996, el proyecto de impresión Chrysler Imperial (Jueves-6) puso fin efectivamente al "período dinámico" de la existencia de Bu-Ba-Bu.
La agrupación literaria se convirtió en la encarnación del pensamiento carnavalesco neobarroco inherente a la cultura metahistórica carnavalesca de la humanidad. El fundamento social del carnaval metahistórico en Ucrania fue el síndrome de fractura masiva subconsciente que acompañó al colapso del imperio y causó dos componentes metapsíquicos: depresión social y reflexión risueña carnavalesca masiva sobre el cataclismo del sistema. La obra de los miembros de Bu-Ba-Bu dentro del propio grupo literario se convirtió en una respuesta artística situacional y conceptual a la reflexión social. Bu-Ba-Bu fundó su propia Academia.
El teatro, que intentó crear el grupo de verano "Bu-Ba-Bu", se basaba en la destrucción chocante de las normas de la poesía tradicional. Esto se concretó en el desarrollo de temas poéticos tabú, el uso de blasfemias, el destrozo estilístico. Las reacciones de los lectores oscilaban entre el rechazo categórico y los comentarios entusiastas, pero ni los partidarios del grupo ni sus enemigos se daban cuenta de que estaban participando en una especie de juego y de que no estaban jugando, sino que les estaban tomando el pelo.

### La nueva tradición literaria
Una rama separada de la literatura y de la tradición literaria, al viejo estilo podríamos llamarla Ho-Hei-Go - Hoffmann, Heine y Gogol". - así define George Shevilov a Bubab El papel del grupo es -el más destacado- la expresión carnavalesca del posmodernismo ucraniano. El grupo Bu-Ba-Bu surgió en 1985, marcando la tensión cultural entre Lviv y Kyiv. Los autores del grupo vivían en In Lviv y Kyiv, de Ivano-Frankivsk, Rivne y Lviv; organizaron "reuniones poéticas amistosas" en diversos "espacios cerrados", como escribió uno de sus irónicos As -apartamento, taller y ático-; su primera actuación pública tuvo lugar en el Teatro Juvenil de Kyiv el 22 de diciembre de 1987. Miembros del grupo - Yurii Andrujovich, Viktor Neborak y Alexander Il Vaniecs - el nombre se llama "burlesque slapstick comedy" ("Balahan"). Como ocurre con la literatura ucraniana contemporánea, la Bufonería será "una forma radical de superar la depresión, un antidepresivo" (Neborak). El grupo surgió de la amistad y la juventud de los tres escritores ("era un amor y un entendimiento mutuos"); es decir, era un fenómeno bohemio, pero sobre todo, era un cambiador de juegos. "En pocas palabras, convertimos los juegos en poesía", escribió Irvanets.

### Interpretación literaria: Conceptos y personajes
El enfoque distintivo de Bu-Ba-Bus de la interacción entre literatura y performance se deriva de la visión artística que el grupo ha formulado para sí mismo, y puede revelarse a través de un análisis de los aspectos performativos que impregnan el trabajo de sus tres miembros. Desde su creación en 1985, el objetivo común de Bu-Ba-Bu ha sido infundir el espíritu del carnaval en la literatura ucraniana, desafiar los límites de la literatura y reconfigurar el papel de los escritores ucranianos. Además de adoptar un personaje literario (jugando con la noción de subjetividad) en su poesía, Andrujovich, Irvanets y Neborak experimentaron audazmente con la lengua ucraniana, deconstruyéndola y reconstruyéndola. El Festival Literario Tragicómico de Rabelais y la interpretación que de ellos hizo Mijailo Bajtin inspiraron a Bu-Ba-Bu, dos autores que se convirtieron en mentores de los jóvenes escritores ucranianos que pretendían transformar la imagen convencional de la literatura ucraniana en la sociedad.

## Academia Bu-Ba-Bu
La Academia Bu-Ba-Bu reúne a los miembros de Bu-Ba-Bu y a los poetas galardonados con el PremioBu-Ba-Bu al "Mejor Poema del Año": 
- Ivan Malkovych (1988)
- Nazar Gonchar (1989)
- Vihta Sad (1990)
- Volodymyr Tsybulko (1991)
- Mykhailo Barbara (1992)
- Olena Buyevich (1993)
- Petro Midyanka (1994)
- Mykola Kholodny (1995)
- Halyna Petrosanyak (1996)
- Yurko Pozayak (1997)
- Serhiy Zhadan (1999)